# SCHON
SCHON（ショーン、本名：森下志音、1982年1月11日 - ）は日本のギタリスト、作曲家。東京都出身。血液型AB型。

## 略歴
- 1982年 東京都で生まれる。名前は“志音”という漢字があてられるが、ショーンと読む。ジャーニーのギタリストであるニール・ショーンが彼の名付け親。
- 1992年のガンズ・アンド・ローゼズの東京ドーム公演に衝撃を受け、その翌日から、それまで習っていたクラシックピアノからギターに転向。
- 1996年 パンクバンドMR.ORANGEで15歳でデビュー。プライベートレーベル「HOME MADE」を立ち上げる。
- 2002年 Sony Music Entertainmentからメジャーデビュー。フルアルバム「JAMBALAYA」をリリース、同アルバムを引っさげての全国ツアーに出るも、メンバー間の不和や方向性の違いなどによりMR.ORANGEは解散。
- 2003年 3ピースバンドCRAVEを結成し、フルアルバム「CRAVE」をポリスターからリリース。MR.ORANGE時代のようなキャッチーな曲調やポップセンスを含みながらも、驚異的なテクニックを盛り込んだ楽曲を披露。その後、アルバムからのリカットシングルを2枚、2004年にはミニアルバム「星に願いを」をそれぞれリリースするがCRAVEとしての活動は不定期になる。
- 2006年 SCHON名義で活動を再開。「Frame of Portrait」「Useful will be Useless」を立て続けにリリースし、それまでとは違う、スクリーモやメタルに影響を受けた音楽性を披露。また、この頃から自身の音楽活動に並行して、ビーイング系アーティストへの楽曲提供やプロデュースなど、プレイヤーのみならずコンポーザーとしての活動も始める。
- 2007年 9月には、ZARDの追悼ライブ「What a beautiful memory」にギタリストで全公演参加をし、『第58回NHK紅白歌合戦』でのZARDフィルムコンサートにも参加。
- 2008年 1月20日にMR.ORANGEのベストアルバムをリリースし、歴代のPV集や現メンバーのインタビュー、解散に至った裏話までが語られるDVDが付属された。そして同年4月のPUNKSPRING2008にて、MR.ORANGEとして解散時のメンバーで一夜限りの再結成ライブを行う。
- 2008年 1月からスタートした「ZARD LIVE What a beautiful memory 2008」ツアーにバンドメンバーとして参加。
- 2008年 4月23日にNaifuに加入。その後の活動はNaifuの項目を参照。
- 2009年 12月31日にNaifuを解散。
- 2010年 GIZA及びビーイングを離脱し、楽曲提供やプロデュース業を展開し始める。
- 2011年 「HOME MADE」を再始動し楽曲提供、プロデュースを中心に活動。
- 2014年 HIGH SPEED BOYZギタリストとしてGReeeeNライヴ『エレグリトリカルパレードへようこそ！』ツアーに参加。
- 2015年 T-BOLAN 森友嵐士とゴールデンボンバー 鬼龍院翔のユニットmorioni 「サヨナラは歩き出す」のアレンジを担当し、平成27年度クラウンヒット賞を受賞。
- 2016年 咲-Saki- TVドラマ 劇場版ともに多数楽曲を提供、またFUJIPACIFIC MUSIC LIBRARYへ数多くのサウンドトラックを提供。
- 2017年 OLDCODEXのサポートギタリストとして加入しツアーやレコーディングを務める。OLDCODEX Tour 2017 “they go, Where?” 全15公演に参加。
- 2018年 OLDCODEX Tour “GROWTH TO BE ONE” 国内外を含めた全17公演に参加。
- 2019年 OLDCODEX Tour “LADDERLESS” 全14公演に参加。
- 2020年 楽器工房 L's TRUSTと共同開発したギター”SNLS-11””SNLS-12”が発売開始。

## 音楽性
- 10代の頃にポール・ギルバートに師事していたことがあり、ギタープレイ面や、Ibanezのギターを愛用するなど氏の影響を強く受けていることが窺える。YOUNG GUITARなどの音楽雑誌でも特集を組まれたこともあり、ペンタトニックやメジャースケールを使った速弾きやストリングスキッピング、タッピング、タイトなリズムプレイ、空間系エフェクターを用いたトリッキーなプレイを得意とする。[1]
- 「メロコア系のパンクスタイル＋速弾きなどのハイテクニック」というイメージが強いが本人は、技巧を駆使した音楽は苦手であり、歌や作曲の方が興味が強いと語る。また、愛聴する音楽は年代やジャンルを問わず、多岐に渡る。
- 影響を受けたアーティストではMR. BIG、レディオヘッド、ジェリーフィッシュ、アラニス・モリセット、など。また、オーストラリアのロックバンドシルヴァーチェアーの大ファンでもある事が知られる。[2]

## 使用機材
- Fender Telecaster Deluxe
- Gibson Les Paul Custom, Gibson LP Pro Deluxe
- Paul Reed Smith Custom24, Single Cut, CE24
- Ibanez RG-SCHON1他、RGシリーズ
- Mesa boogie Triple Rectifire Solo Head
- Custom Audio Japan RS-616
  - （フロイド・ローズなどのいわゆるロック式ブリッジは苦手であると公言し、所有しているギターでロック式ブリッジが搭載されているものはすべて、穴を埋めてフィクスドブリッジ仕様にしているか、木片を挟み込んで固定していたが2008年以降のプレイではアーミングプレイも多彩に取り入れられている。またMR.ORANGE時代のボディーカラーはRG-SCHON1を含め派手なスパークリングカラーが目立っていたが、その後使用しているギターのカラーリングはブラック色系で統一されている傾向がある。）

## 逸話
- 音楽業界関係者の父を持ち、「子供の頃、家にいる時、家族でテレビを観ていて、日本のアーティストが出てくるとチャンネルを変えられた」と語る。
- 小学校の授業で、自分が気に入っている本を持ち寄って発表する、という課題を出され、メタリカのバンドスコアを持っていったことがある。
- 音楽活動以外では、洋服ブランドRUDE GALLERYやACQUIESCE等でモデルとして起用されていた事がある。
- 趣味は車、バイク、ファッションなど多彩。

## 提供作品
- ここには実質的に同じアーティストであるためSCHON名義のもの、森下志音名義の作品を区別なく記載する。

### 作曲・編曲・プロデュース
- U-KISS「Love To Go」「Inside Of Me」「Play Back」「Real Love」「Rock Me」「Face Off」他多数
- Eric Martin「BREAK OUT」「THE HEART OF A CHAMPION」
- ZARD「愛は暗闇の中で featuring Aya Kamiki, Siyon Morishita (All instrument), Naoki Ko-jin (Chorus)」
- JUNO「Bad Girl」
- 上木彩矢「I Sing This Song For You」「夏のある日」「Cant stop fallin' in LOVE」「UNREAL」「V/S」他多数
- PINC INC「デンジャラス・ラブ」「キミにHUGされていたい」「So faraway」他多数
- morioni「サヨナラは歩き出す」
- LIV MOON「溺れる人魚」